# Добро пожаловать, или Соседям вход воспрещён
«Добро пожаловать, или соседям вход воспрещён» (англ. Deck the Halls) — американская комедия 2006 года. В главных ролях Дэнни Де Вито и Мэттью Бродерик.
Deck the Halls («Украсьте зал») — рождественская и новогодняя песня XVIII века.

## Сюжет
Семья переезжает в тихий североамериканский городок в канун Рождества, надеясь зажить тихой жизнью. Отец Стив надеется сплотить семью, особенно детей во время рождества, но планы портит Бадди Холл, который тоже переезжает туда со своей семьёй. Соседи знакомятся и поначалу ладят друг с другом, но после того, как дочь Бадди показала ему дом через спутник на компьютере, Бадди огорчился из-за того, что его дом был меньше дома Стива, и решил разукрасить его гирляндами, чтобы дом был заметен, но Стиву это не нравится, поскольку Бадди сильно шумит и ворует электроэнергию для освещения дома, а также устраивает каждую ночь световые шоу, которые мешают Стиву спать.
Его новый сосед Бадди является полной противоположностью Стива: индивидуалист с большими планами, которые обязательно должны осуществиться. Постепенно это перерастает в борьбу между семьями, причём в этом участвуют только отцы, в то время как семьи мирятся и находят общий язык.
Последняя мечта Бадди — украсить свой дом самой яркой в мире иллюминацией, которую можно было бы увидеть из космоса — превращает дисциплинированный мир Стива в полный кошмар. Любой ценой он будет пытаться помешать безумным задумкам Бадди — или возглавить его проект.

## В ролях
| Актёр           | Роль                                                   |
| --------------- | ------------------------------------------------------ |
| Дэнни Де Вито   | Бадди Холл                                             |
| Мэттью Бродерик | Стив Финч                                              |
| Кристин Дэвис   | Келли Финч жена Стива                                  |
| Кристин Ченовет | Тиа Холл жена Бадди                                    |
| Алия Шокат      | Мэдисон Финч дочь Стива                                |
| Дилан Блу       | Картер сын Стива                                       |
| Келли Элдридж   | Эшли дочь Бадди                                        |
| Сабрина Элдридж | Эмили дочь Бадди                                       |
| Хорхе Гарсиа    | Уоллес комментатор забега на коньках                   |
| Кэл Пенн        | Амит Саид специалист спутникового компьютерного центра |
| Джиллиан Вигмэн | Герта                                                  |
| Райан Дэвлин    | Боб Мюрей                                              |
| Шон О’Брайан    | майор Янг                                              |
| СуЧин Пак       | ведущая новостей (в роли самой себя)                   |
| Джекки Барроуз  | миссис Роус                                            |
| Гари Чок        | шериф Дэйв                                             |
| Никола Пельтц   | Маккензи                                               |
| Зак Сантьяго    | продавец фейерверков                                   |
| Кори Монтейт    | Madison's Date                                         |